# Brug 975
Brug 975 is een bouwkundig kunstwerk in Amsterdam-Noord.
De brug voor voetgangers en fietsers maakt deel uit van de infrastructuur voor langzaam verkeer in dit deel van Amsterdam-Noord. Deze infrastructuur ligt op maaiveldniveau terwijl de infrastructuur voor snelverkeer waaronder de IJdoornlaan op een dijklichaam ligt. De brug legt de verbinding tussen de buurten Banne Buiksloot Zuidoost (Statenjachtstraat en BovenIJ Ziekenhuis en Noordoost (Lijzijde etc). De “natuurlijke scheiding” wordt gevormd door een sloot dan wel afwateringstocht met aan weerszijden groenstroken. Snel verkeer gaat over de brug 974.
Het ontwerp voor deze brug is afkomstig van Dirk Sterenberg en de Dienst der Publieke Werken. Hij had voor dit soort parkachtige omgevingen een soort basisontwerp waarop hij varieerde (zie bijvoorbeeld brug 610 in het Sloterpark). De brug rust op betonnen brugpijlers met daarop een betonnen juk. De overspanning wordt gedragen door houten balken, waarop houten planken en houten leuningen en balustraden zijn gemonteerd. De brug heeft een donkerbruin uiterlijk. De brug heeft gescheiden verkeersstroken voor voetgangers en fietsers. Curieus is dat aan beide uiteinden van de brug de zijleuningen en balustraden in die scheiding terugkomen, terwijl midden op de brug alleen een ribbel is neergelegd.
De brug is vrijwel identiek aan brug 973; het verschil zit in de breedte van de brug.

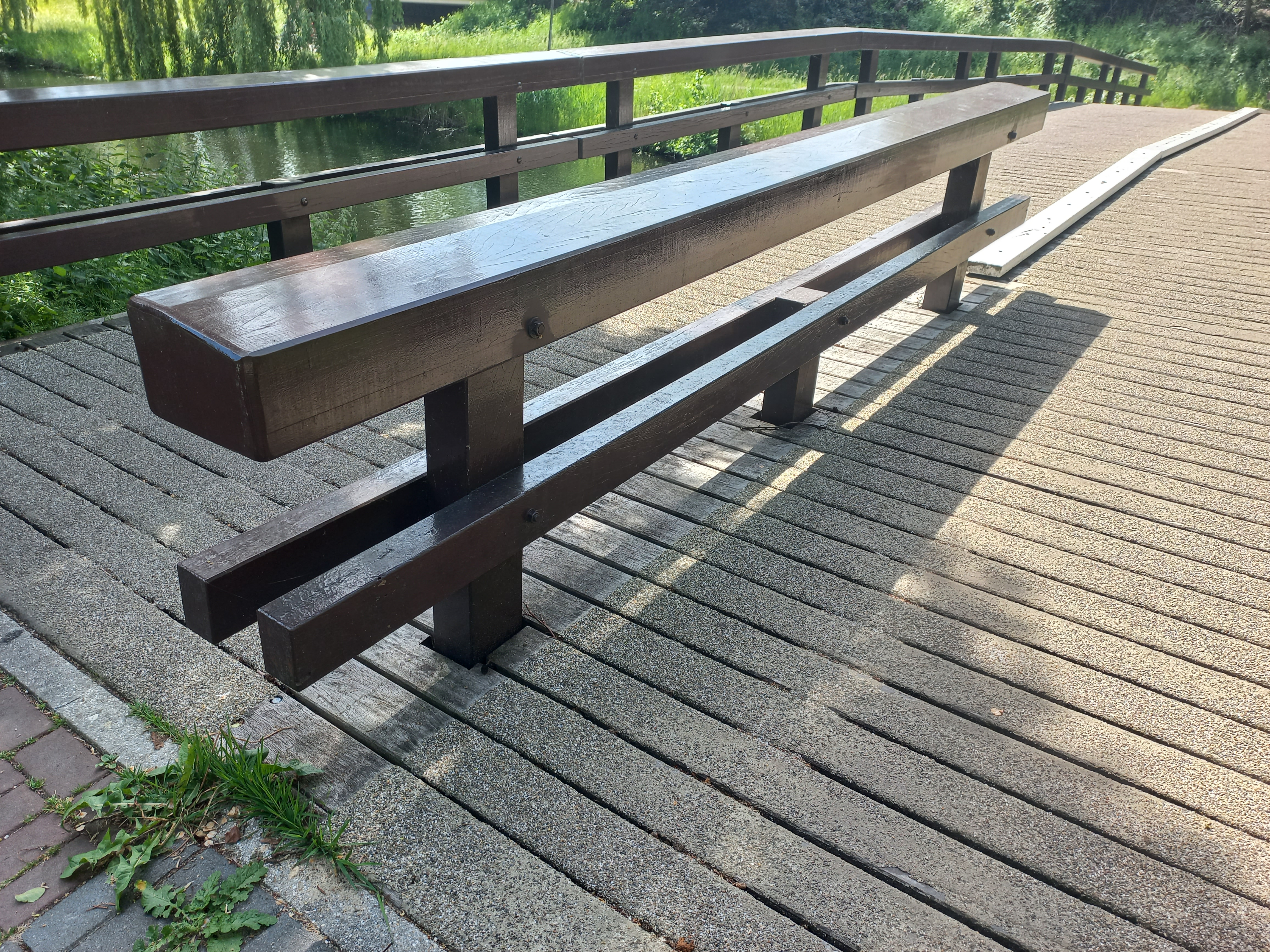
Scheiding voet- en fietspad (mei 2022)

<<< · 900 · 901 · 904 · 905 · 906 · 907 · 908 · 909 · 912 · 913 · 914 · 915 · 916 · 917 · 918 · 919 · 920 · 923 · 924 · 930 · 932 · 933 · 934 · 935 · 936 · 937 · 939 · 943 · 944 · 945 · 946 · 947 · 948 · 949 · 950 · 951 · 952 · 953 · 954 · 956 · 957 · 958 · 959 · 960 · 961 · 962 · 963 · 964 · 965 · 966 · 967 · 968 · 970 · 971 · 972 · 973 · 974 · 975 · 978 · 979 ·  980 · 981 · 984 · 985 · 986 · 987 · 988 · 989 · 990 · 991 · 992 · 993 · 994 · 995 · 996 · 997 · 998 · 999 · >>>
Brugnummers  902, 903, 910, 911, 920, 921, 922, 925, 926, 927, 928, 929, 931, 937, 938, 940, 941, 942, 955, 969, 976, 977, 982, 983 zijn niet (meer) vergeven.